# Дуглас, Фрэнсис, 11-й маркиз Куинсберри
Фрэнсис Арчибальд Келхед Дуглас, 11-й маркиз Куинсберри (англ. Francis Archibald Kelhead Douglas, 11th Marquess of Queensberry; 17 января 1896 — 27 апреля 1954) — шотландский аристократ, военный, биржевой маклер и писатель. Он также был известен как граф Куинсберри и виконт Драмланриг в звании пэра Шотландии, и лорд Дуглас из Хоука и Тибберса в качестве баронета Новой Шотландии.

## Биография
Родился 17 января 1896 года в Кингстон-апон-Темс, графство Суррей. Старший сын Перси Шолто Дугласа, 10-го маркиза Куинсберри (1868—1920), и его первой жены Энн Мэри Уолтерс (1866—1917).
Он получил образование в школе Харроу и Королевском военном колледже в Сандхерсте. Он поступил на службу во 2-й батальон Чёрной стражи Королевских горцев в качестве младшего лейтенанта в январе 1915 года. Во время Первой мировой войны он служил на Западном фронте и в октябре 1915 года был произведен в лейтенанты, а в ноябре 1917 года — в капитаны. Во время службы он страдал тяжелым аппендицитом, дифтерией и временным параличом. Следуя рекомендации Медицинской комиссии, он получил разрешение Военного министерства на поездку в Соединенные Штаты во время своего отпуска в 1916 году. По возвращении на Западный фронт он получил огнестрельное ранение в ногу. В ноябре 1919 года он подал заявление об отказе от службы в связи с ранениями, полученными в бою.
После войны он стал биржевым маклером, торгуя в основном акциями с золотом и алмазами из Южной Африки, и был членом Лондонской фондовой биржи.
После смерти своего отца в 1920 году он сменил его на посту маркиза Куинсберри. С 1922 по 1929 год он был пэром-представителем Шотландии в Палате лордов.
В 1927 году он уволился из офицерского резерва регулярной армии.
В 1938 году маркиз Куинсберри работал над созданием спортивно-оздоровительного клуба в Эрлс-Корте, чтобы обеспечить условия для работающих людей, соответствующие требованиям высшего класса. Вступление Великобритании в войну с Германией в 1939 году потребовало изменения планов. Закрытый с 1940 года из-за Блица, театр Принц Эдуард вновь открылся в 1942 году как Многофункциональный клуб «Куинсберри»", где военнослужащие и женщины могли наслаждаться танцами, настольным теннисом, бильярдом, шахматами и разнообразными шоу. Сам Куинсберри активно поддерживал клуб, работая в нем в качестве администратора и официанта.
Он написал две книги, относящиеся к его семейной истории: The Sporting Queensberrys (1942) и с Перси Колсон, Oscar Wilde and the Black Douglas (1949). Незадолго до его рождения его дед, Джон Дуглас, 9-й маркиз Куинсберри, были ответчика в иске о пресловутой клевете Оскара Уайльда, в конечном счете, приводит к лишения свободы Уайльда.

## Семья
Маркиз Лорд Куинсберри был женат трижды. 4 декабря 1917 года он женился первым браком на Ирен Кларис Ричардс (1899 — 24 октября 1977), единственной дочери Генри Уильямса Ричардса. У них была одна дочь:
- Леди Патриция Сибил Дуглас (род. 24 декабря 1918). Вышла замуж первым браком в 1938 году за графа Джона Жерара де Бендерна[5] (развелась в 1950 году), и вторым браком в 1950 году (развелась в 1960 году) за Германа Хорнака[2]. Трое детей от первого брака.

Пара развелась в 1925 году. Она снова вышла замуж за сэра Джеймса Данна, 1-го баронета (1874—1956), и стала матерью художницы Энн Данн (род. 1929). Его второй женой была художница Кэтлин Сабина Манн (1897 — 9 сентября 1959, дочь художника-портретиста Харрингтона Манна (вышла замуж 18 марта 1926 года, развелась в 1946 году). У пары было двое детей:
- Леди Джейн Кэтрин Дуглас (18 декабря 1926 — 11 января 2007), муж с 1949 года (развод в 1958 году) Дэвид Артур Кори-Райт (1925—2009)[2] из баронетов Кори-Райт
- Лорд Дэвид Дуглас, 12-й маркиз Куинсберри (род. 19 декабря 1929), преемник титула маркиза.

Его третьей женой была Мюриэль Беатрис Маргарет Чанн (известная как «Мими») (? — 1992), дочь Артура Джона Роу Торнетта из Монте-Карло и бывшая жена Альберта Сиднея Гора Чанна. Они поженились 23 апреля 1947 года, и у них родился сын:
- Лорд Гавейн Арчибальд Фрэнсис Дуглас (род. 23 мая 1948)[1][2], женат с 1971 года на Николетт Эсташ, трое детей.

Маркиз Куинсберри скончался в возрасте 58 лет в 1954 году. Его похороны состоялись в монастырской церкви Святого Франциска и Святого Антония в Кроули 1 мая. Заупокойная месса состоялась 13 мая в церкви Фарм-стрит в Лондоне. Его старший сын Дэвид Дуглас, виконт Драмланриг, сменил его на посту маркиза. Вдовствующая маркиза умерла в 1992 году.